# リチャード・シモンズ
リチャード・シモンズ（Richard Simmons、1948年7月12日 - 2024年7月13日）は、アメリカ合衆国のフィットネストレーナー、ダイエット・コーディネーター。

## 人物
本名はMilton Teagle "Richard" Simmons。ルイジアナ州ニューオーリンズ出身。フィットネス界では今や重鎮的存在であり、TV出演も多く、数多くのビデオや著書を発表。長年メディアでは引っ張りダコであったが、2014年2月から自分のスタジオにも来なくなり、2016年には理由も告げずにスタジオも閉鎖し、社会との接触を断って隠遁生活を送っていた。
晩年は皮膚癌を患っていた。2024年7月13日、カリフォルニア州ロサンゼルスの自宅で倒れているところを訪れた家政婦が発見し、警察に通報した。警察により亡くなっていることが確認され、自然死によるものと推定されるという。76歳没。

## テレビ出演
- リチャード・シモンズのスリムな料理SHOW